# Walter Blume
Walter Blume (10 de Janeiro de 1896 – 27 de Maio de 1964) foi um piloto alemão e ás da aviação na Primeira Guerra Mundial. Voou com a Jasta 26 e a Jasta 9, alcançando o impressionante feito de 28 vitórias aéreas, tendo sido condecorado com a Pour le Merite e a Cruz de Ferro. Com o final da guerra, tornou-se num designer de aeronaves para a Albatros e para a Arado, sendo um dos pioneiros no design de aeronaves de propulsão a jato.